# Eintopf

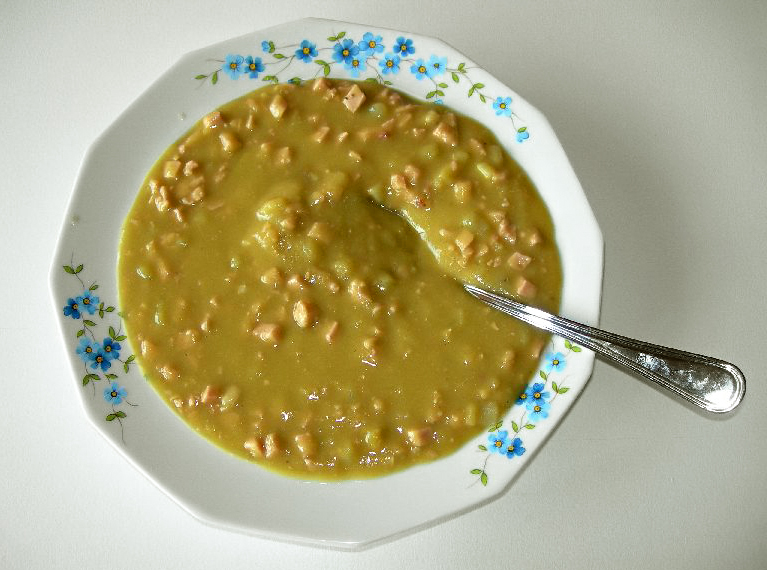
Un eintopf típico: sopa de guisantes con guarnición.

El eintopf (en alemán literalmente ‘una olla’) es un tipo tradicional de estofado alemán que puede incluir un gran número de ingredientes. Técnicamente, el término alude a una forma de cocinar todos los ingredientes en una olla, no a una receta específica.
Se conocen muchas recetas regionales diferentes para eintöpfe en Alemania. Por ejemplo, en la región de Kassel hay un tipo llamado Lumpen und Fleeh (‘trapos y pulgas’ en dialecto local) que es bastante parecido al estofado irlandés.

## Preparación
El eintopf contiene 3 o 4 ingredientes básicos:
- caldo;
- verduras (verdes);
- un ingrediente rico en carbohidratos, normalmente patatas o legumbres, y con menos frecuencia fideos o arroz;
- opcionalmente, carne o salchichas.

El caldo de vaca, de pollo o de verdura se usa a menudo como base, a la que se añaden gradualmente los demás ingredientes. Estos suelen cocerse hasta que se ablandan pero sin dejar que se pongan pastosos, lo que suele dar una consistencia menos homogénea que la del estofado inglés o el gumbo, quedando entre estos y el nabemono japonés. Hay estofados alemanas más espesos, como el hasenpfeffer o el labskaus, pero no suelen considerarse eintöpfe a pesar de que la diferencia es pequeña (tiempos de cocción más altos y menos verduras).
Es común que entre los ingredientes se incluya carne de cerdo, vaca o pollo junto con verduras surtidas como zanahorias, guisantes, judías, lentejas, patatas, coliflor, col rizada, apio, cebolla, espárragos o ajo. Para dar sabor a estos ingredientes se emplean diferentes tipos de hierbas como perejil, levístico o cebollino, así como sal, pimienta y otras especias.

## Origen del término

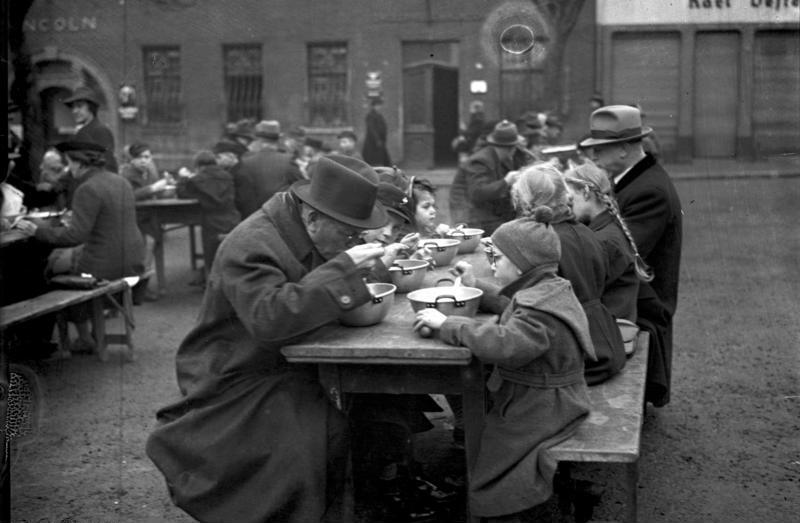
Personas comiendo un eintopf ofrecido por el Winterhilfswerk (Worms, 1938).

La palabra eintopf es un apócope de eintopfgericht, que significa literalmente ‘plato (o guiso) de una olla’. El término fue acuñado en la primera mitad del siglo XX. La primera vez que aparece en el Duden es en la edición de 1934, pero con anterioridad a esta fecha ya se puede encontrar en algunas fuentes. La técnica de cocinar un plato único de varios ingredientes en un solo recipiente se empleaba desde mucho antes, sobre todo en el norte de la actual Alemania y Prusia Oriental, pero se le llamaba durcheinander, localismo traducible como ‘amasijo’ o ‘embrollo’.
El término fue popularizado e ideologizado por los nazis. En 1933 las autoridades nacionalsocialistas introdujeron los conocidos como «domingos del Eintopf». El primer domingo de cada mes se instaba a la población a comer eintopf en lugar del habitual plato de carne, y el dinero ahorrado debía donarse al Winterhilfswerk (WHW), organización benéfica estatal. Es por esto que en tiempos de la República Democrática Alemana se evitaba el uso de la palabra eintopf. En el Diccionario del alemán coloquial que se publicó en Berlín Oriental desde 1968 nunca figuró dicha palabra.

## Ejemplos
- Gaisburger Marsch
- Sopa de guisantes alemana (Erbsensuppe)
- Linseneintopf (‘lentejas estofadas’)
- Lübecker National
- Moppelkotze
- Pichelsteiner